# Richard Beymer
Richard Beymer, nom de scène de George Richard Beymer Jr., est un acteur, directeur de la photographie, réalisateur américain né le 20 février 1938 à Avoca dans l'Iowa aux États-Unis. Il est principalement connu pour le rôle de Tony, le « Roméo » de Juliette (Natalie Wood), dans West Side Story de Wise et Robbins (1961). Il était doublé pour le chant par Jimmy Bryant.
Il est également connu pour le rôle de Benjamin Horne dans la série télévisée Twin Peaks, créée par David Lynch et Mark Frost. 

## Biographie
Fils d’Eunice Gose et de George Richard Beymer Sr., un imprimeur, Richard Beymer naît en 1938 dans l’Iowa, puis la famille déménage en 1940 pour aller s’établir à Los Angeles (Californie).
De la fin des années 1940 jusqu’au début des années 1950, il tient de petits rôles dans quelques productions pour la télévision et le cinéma avant d’être remarqué dans les films So Big en 1953, Johnny Tremain en 1957 et surtout dans Le Journal d'Anne Frank en 1959.
La consécration arrive en 1961 grâce à son interprétation du rôle de « Tony » de la comédie musicale West Side Story qui lui vaut d’être récompensé en 1962 par le Golden Globe de la révélation masculine de l'année.
En 1974, il reçoit le prix allemand « Josef von Sternberg » au festival international du film de Mannheim-Heidelbergpour pour la réalisation de son film The Innerview.
Richard Beymer est distingué à la télévision pour son rôle de « méchant de soap opera » dans la série Twin Peaks conçue par David Lynch (1990). Il se remémore notamment le tournage d’une scène du second épisode de cette étrange série où son personnage, « Benjamin Horne », retrouve son frère qui, de retour de Paris, lui propose de goûter un sandwich au brie. Il dut recommencer une dizaine de fois cette scène, car David Lynch lui demandait sans cesse de prendre une plus grosse part en bouche jusqu’à ce que sa réplique devienne incompréhensible. Ce qui agaçait Richard Beymer, jugeant absurde que l’homme d’affaires qu’il incarnait puisse se comporter de la sorte.

## Filmographie

### Comme acteur

#### Cinéma
- 1951 : Quatorze heures (Fourteen Hours) d'Henry Hathaway
- 1953 : Station Terminus (Stazione Termini) de Vittorio De Sica : Paul
- 1953 : Mon grand (So Big) de Robert Wise : Roelf, âge 12-16
- 1957 : Johnny Tremain de Robert Stevenson : Rab Silsbee
- 1959 : Le Journal d'Anne Frank (The Diary of Anne Frank) de George Stevens : Peter Van Daan
- 1960 : Une seconde jeunesse (High Time) de Blake Edwards : Bob Bannerman
- 1961 : West Side Story de Robert Wise et Jerome Robbins : Tony
- 1961 : Appartement pour homme seul (Bachelor Flat) de Frank Tashlin : Mike Pulaski
- 1962 : Il vint un étranger de Daniel Mann : Philip Harrington
- 1962 : Aventures de jeunesse (Hemingway's Adventures of a Young Man) de Martin Ritt : Nick Adams
- 1962 : Le Jour le plus long (The Longest Day) : Schultz
- 1963 : Les Loups et l'Agneau (The Stripper) de Franklin Schaffner : Kenny
- 1969 : Les Anges traqués (Scream Free!) de Bill Brame : Dean
- 1974 : The Innerview de Richard Beymer
- 1983 : Cross Country de Paul Lynch : Evan Bley
- 1989 : Douce nuit, sanglante nuit : coma dépassé (Silent Night, Deadly Night 3: Better Watch Out!) de Monte Hellman : Dr Newbury
- 1992 : Blackbelt de Charles Philip Moore et Rick Jacobson : Eddie DeAngelo
- 1993 : Mise en scène pour un meurtre (Under Investigation) de Kevin Meyer : Dr Jerry Parsons
- 1994 : Copain, copine (My Girl 2) d'Howard Zieff : Peter Webb
- 1996 : La Disparition de Kevin Johnson (en) (The Disappearance of Kevin Johnson) de Francis Megahy : Chad Leary
- 1996 : The Little Death de Jan Verheyen : le procureur
- 1996 : Foxfire d'Annette Haywood-Carter : Mr Parks
- 1998 : Playing Patti d'Adam Friedman
- 2000 : Home the Horror Story de Temístocles López : Bob Parkinson
- 2008 : Sadie's Waltz, court métrage d'Edward Tyndall : Garvus

#### Télévision
- 1949 : Sandy Dreams, série
- 1965 : Le Virginien, saison 04, épisode 09 (Show me a hero) : Frank Colter
- 1984 : Paper Dolls, série : David Fenton
- 1985 : Generation, téléfilm de Michael Tuchner : Allan Breed
- 1987 : Dallas, série : Jeff Larkin (Bedtime Stories, saison 11, épisode 10)[2]
- 1987 : Arabesque, série, épisode 5 The Way to Dusty Death (saison 4) : Morgan McCormack
- 1990 : Twin Peaks, série créée par David Lynch et Mark Frost : Benjamin Horne
- 1991 : Arabesque, série, épisode 10 The List of Yuri Lermentov (saison 8) : Charles Lawton Standish
- 1992 : Danger Island (en), téléfilm de Tommy Lee Wallace : Ben
- 1993 : Star Trek: Deep Space Nine, série (épisodes 1, 2 et 3, saison 2) : Li Nalas
- 1993 : Arabesque, série :
  - Épisode 10 The Sound of Murder (saison 9) : Richard Lefko
  - Épisode 8 L'Amour du jeu (Love & Hate in Cabot Cove, saison 10) : Lou Keramides
- 1994 : Service des urgences (en) (State of Emergency), téléfilm de Lesli Linka Glatter : Dr Ronald Frames
- 1996 : Vengeance à double face (A Face to Die For), téléfilm de Jack Bender : Dr Matthew Sheridan
- 1996 : X-Files : Aux frontières du réel, série, épisode 6 Sanguinarium (saison 4) : Dr Jack Franklin
- 1996 : Arabesque, série, épisode 15 L'Ombre du passé (The Dark Side of the Door, saison 12) : Dirk Mathison
- 1997 : Elvis Meets Nixon (en), téléfilm d'Allan Arkush : Bob Haldeman
- 1999 : Profiler, série, épisode 10 Les Dernières Volontés (Ceremony of Innocence, saison 3) : Martin Fizer
- 2001 : Associées pour la loi, série, épisode 5 Against All Odds (saison 3) : Richard Collins
- 2017 : Twin Peaks (saison 3) : Benjamin Horne

### Comme directeur de la photographie
- 1960 : Insight, série TV
- 1974 : The Innerview
- 1984 : The Juggler of Notre Dame, TV

### Comme réalisateur
- 1960 : Insight, série TV
- 1974 : The Innerview

### Comme scénariste
- 1974 : The Innerview

### Comme producteur
- 1974 : The Innerview

### Comme monteur
- 1974 : The Innerview

## Récompenses et distinctions

### Récompenses
- Golden Globes 1962 : Golden Globe de la révélation masculine de l'année pour son rôle dans West Side Story.
- Festival international du film de Mannheim-Heidelberg 1974 : prix « Josef von Sternberg » pour sa réalisation du long métrage The Innerview (1974).

### Nominations
- Golden Globes 1961 : nommé pour le Golden Globe du meilleur acteur dans un film musical ou une comédie pour West Side Story.
- Grammy Awards 1962 : nomination collective de l'équipe du film West Side Story pour le Grammy Award de l'album de l'année.
- Laurel Awards 1962 : nommé pour le prix de la révélation masculine de l'année (6e place).
- Soap Opera Digest Awards 1991 : nommé pour le prix du « méchant dans un soap opera de prime time » pour le rôle de « Benjamin Horne » dans la série Twin Peaks (1990).